# Joseph Paul-Boncour
Augustin Alfred Joseph Paul-Boncour (ur. 4 sierpnia 1873 w Saint-Aignan, zm. 28 marca 1972 w Paryżu) – francuski polityk okresu Trzeciej Republiki.

## Kariera polityczna
Paul-Boncour urodził się w Saint-Aignan, w departamencie Loir-et-Cher. Otrzymał wyższe wykształcenie prawnicze na uniwersytecie w Paryżu. Został aktywistą ruchu robotniczego. Zorganizował prawniczą radę związków zawodowych (Bourses du Travail). Był osobistym sekretarzem premiera Pierre'a Waldecka-Rousseau w latach 1898–1902. W roku 1909 został wybrany do Izby Deputowanych z ramienia radykałów. Utrzymał miejsce w parlamencie do roku 1914. Przez krótki okres w roku 1911 był ministrem pracy. Po służbie wojskowej w czasie I wojny światowej, powrócił do Zgromadzenia Narodowego.
Przekonawszy się do socjalizmu, w roku 1916 wstąpił do SFIO (Francuskiej Sekcji Międzynarodówki Robotniczej). W roku 1931 odszedł z niej, by założyć niezależne ugrupowanie – Socjalistyczną Unię Republikańską (Union Socialiste Républicaine), która wkrótce potem połączyła się z Partią Demokratyczną-Republikańską, tworząc Parti Démocratique Républicain et Social (PDRS). W tym samym roku Paul-Boncour został wybrany do senatu. Zasiadał w nim aż do roku 1940, gdy podczas II wojny światowej ustanowiono reżim w Vichy. Podczas kadencji senatora, Paul-Boncour piastował różne stanowiska rządowe oraz dyplomatyczne. Był Stałym Delegatem w Lidze Narodów w latach 1932–1936, ministrem wojny w roku 1932, premierem od grudnia 1932 do stycznia 1933, a poza tym – trzykrotnie ministrem spraw zagranicznych (od grudnia 1932 do stycznia 1934, od stycznia do czerwca 1936 oraz w marcu 1938 roku).
Paul-Boncour był przeciwny utworzeniu rządu w Vichy. Po upadku Francji w czerwcu 1940, z Algieru opowiadał się za kontynuacją walki przeciwko nazistowskim Niemcom. Jako członek Zgromadzenia Doradczego od roku 1944, przewodniczył francuskiej delegacji na konferencję ONZ w San Francisco i podpisał, w imieniu Francji, Kartę Narodów Zjednoczonych. W latach 1946–48 ponownie zasiadał w senacie.

## Gabinet Paula-Boncoura
Urzędował od 18 grudnia 1932 do 31 stycznia 1933 w składzie:
- Joseph Paul-Boncour – premier i minister spraw zagranicznych
- Édouard Daladier – minister wojny
- Camille Chautemps – minister spraw wewnętrznych
- Henri Chéron – minister finansów
- Albert Dalimier – minister pracy i ochrony praw socjalnych
- Abel Gardey – minister sprawiedliwości
- Georges Leygues – minister floty
- Léon Meyer – minister floty handlowej
- Paul Painlevé – minister lotnictwa
- Anatole de Monzie – minister edukacji narodowej
- Edmond Miellet – minister ds. świadczeń socjalnych
- Henri Queuille – minister rolnictwa
- Albert Sarraut – minister ds. kolonii
- Georges Bonnet – minister robót publicznych
- Charles Daniélou – minister zdrowia
- Laurent Eynac – minister poczty i telekomunikacji
- Julien Durand – minister handlu i przemysłu